# Kisovec
Kisovec – wieś w Słowenii, w gminie Zagorje ob Savi. W 2018 roku liczyła 1726 mieszkańców.